# Gostenhof
La Gostenhof è una stazione della metropolitana di Norimberga, servita dalla linea U1. Venne attivata il 20 settembre 1980, come parte della tratta da Weißer Turm a Bärenschanze.

## Interscambi
- Fermata autobus[2]